# Luciano Pedullà
Luciano Pedullà (Novara, 3 agosto 1957) è un allenatore di pallavolo italiano.

## Carriera
La carriera di Luciano Pedullà inizia come professore e vice allenatore del Sumirago, nella Serie A1 femminile 1992-93; dopo alcune stagioni nella terza serie nazionale passa all'AGIL, dove ottiene una promozione in Serie A1 e una Coppa Italia di Serie A2. Dopo un'esperienza al Forlì e una stagione al Chieri diventa commissario tecnico delle nazionali under 19 e under 20, vincendo nel biennio di permanenza un campionato europeo di categoria.
Nell'annata 2006-07 ottiene una nuova promozione nella massima serie e la sua seconda Coppa Italia di A2, stavolta con il Sassuolo, prima del passaggio all'Asystel per tre campionati, partendo dalle giovanili fino alla prima squadra: qui ottiene il suo primo successo in una competizione europea, vincendo la Coppa CEV 2008-09.
Durante la stagione 2011-12 diventa il nuovo tecnico della Robursport Pesaro, sostituendo Paolo Tofoli e vincendo la partita d'esordio contro la Dinamo Mosca in Champions League, mentre dal 2013-14 torna all'AGIL di Novara, conquistando la Coppa Italia 2014-15; parallelamente a questo incarico, nel febbraio del 2015 la federazione tedesca lo ufficializza come commissario tecnico della nazionale femminile della Germania. Nell'ottobre dello stesso anno, tuttavia, il tecnico e la DVV si separano. Nel corso della stagione 2015-16 viene esonerato dall'AGIL Volley.
Nell'aprile 2017 viene comunicato il suo ingaggio da parte della Pro Victoria per la stagione 2017-18, dove rimane un'annata.
Nel marzo 2019 viene nominato nuovo Commissario Tecnico della Romania, che guida per un biennio aggiudicandosi la European Silver League 2019.
Torna alla guida di una formazione di club femminile nel 2022, quando viene ufficializzato il suo ingaggio da parte del Cuneo Granda per la stagione 2022-23; nel precampionato, tuttavia, la società piemontese e il tecnico rescindono consensualmente il contratto che li legava.

## Palmarès
- Coppa Italia di Serie A2: 2

2000-01, 2006-2007
- Coppa CEV: 1

2008-09
- Coppa Italia: 1

2014-15

### Nazionale (competizioni minori)
- Campionato europeo under 19 2004
- European Silver League 2019